# 贝克 (路易斯安那州)
贝克（英語：Baker）是美国路易斯安那州下属的一座城市。根据2010年美国人口普查，该市有人口13,895人。建置上，属于“city”。